# گورژانی
گورژانی (به لاتین: Gorjani) یک منطقهٔ مسکونی در کرواسی است که در شهرستان اوسیک-بارانیا واقع شده‌است. گورژانی ۵۳ کیلومتر مربع مساحت و ۱٫۵۹۱ نفر جمعیت دارد.